# Livange
Livange är en ort i kommunen Roeser i kantonen Esch-sur-Alzette i Luxemburg.    Livange ligger 269 meter över havet och antalet invånare är 306.